# Cognat-Lyonne
Cognat-Lyonne è un comune francese di 668 abitanti situato nel dipartimento dell'Allier della regione dell'Alvernia-Rodano-Alpi.

## Società

### Evoluzione demografica
Abitanti censiti